# Руфин Глендалохский
Руф или Руфин (даты жизни неизвестны, предп. ок. 202 года) — святой отшельник. День памяти — 22 апреля.
Святой Руф (Rufus), или Руфин (Rufin) был отшельником в Глендалохе (Glendalough), где и был похоронен. Есть мнение, что он был епископом.